# Hinterer Brunnenkogel
Le Hinterer Brunnenkogel est une montagne qui s’élève à 3 438 m d’altitude dans les Alpes de l'Ötztal, en Autriche.
Le Hinterbrunnenkogel est accessible par téléphérique ; la station d'arrivée de la télécabine, construite directement sur le sommet, est la plus élevée d'Autriche. La plateforme d'observation installée sur le sommet offre un aperçu complet des Alpes de l'Ötztal, notamment de la face nord de la Wildspitze, point culminant du massif à trois kilomètres au sud.